# 彗星公主 (動畫)
《彗星公主》，於香港無線電視播映時稱《音樂小彗星》，日文原名《Cosmic Baton Girl 》，是一部改編自漫畫家橫山光輝同名原作的日本電視動畫。從2001年4月至2002年1月在大阪電視台播出的，也有在其它TXN系頻道播映，共43集。
以命名的作品在1960年代已出現，包括漫畫及電視特攝片，請參看「彗星公主」條目。

## 故事簡介
在三角星云世界里，三个地区的星国联合举办了舞会，鈴鼓星国的王子被安排在舞会中选择未来的新娘，他必須要在彗星公主或是流星公主两人之间择一位。不过王子决定逃离这一切，到地球流浪，两位公主便带她们各自的宠物，追随王子到地球。
懂得使用星之魔法的彗星，以及她的宠物小波波到达地球后，对环境并不熟识，幸好交到好朋友双胞胎藤吉刚和藤吉宁宁，只有四岁的两人是计算机高手，经常帮助彗星公主。另一方面，流星以及她的寵物默克也在地球寻找王子。在地球上，彗星将会学到很多道理，并且慢慢地成长……

## 登場角色
彗星
配音：日本→前田亞季；香港→林元春；台灣→楊凱凱
口琴星國的公主。為了尋找逃到地球的鈴鼓星國王子的下落，在地球遇上三島佳佑，深深被佳佑吸引著。平時能夠利用星星力量施展星雲的魔法，後來因為小精靈親一下小皮球的緣故，升級得可以用戀愛力量。名字來自英語中的comet。
在使用星星力量時會說「愛德華！（港譯：星宿光華）」（法語中的etoile，意思是星星）。
流星
配音：日本→本多知惠子；香港→黃麗芳；台灣→雷碧文
響板星國的公主。跟彗星一樣到地球找尋王子，因為以前在幼稚園的小事而對彗星十分討厭。
個性看似高傲，但其實有著相當溫柔的一面，剛來到地球時，居住在一個富裕家庭裡，戶主夫婦因以前失去唯一的女兒，故現在把流星當成自己的親生女兒看待。後來流星被地球人今井瞬吸引著，在離開地球前相當不捨的消除今井瞬和戶主夫婦對她和彗星的記憶。
平時能夠利用星星力量施展星雲的魔法，後來由於小皮球和小精靈戀愛使得能跟彗星一樣可以用戀愛力量。名字來自英語中的meteor。
在使用星星力量時會說「施特恩！（港譯：星耀力量）」（德語中的stern，意思是星星）。
布拉奈德　配音：日本→石川靜；香港→盧素娟
鈴鼓星國的王子。逃避選公主的責任，當上「愛情逃兵」，並一度化身成佳佑的模樣。最後選擇維持三角星雲的原來狀況，彗星和流星亦尊重他的意見。名字來自英語中的planet。
小皮球（港譯：小波波）
配音：日本→川田妙子；香港→袁淑珍；台灣→林美秀
彗星的隨從。樣子像一隻球狀的古怪生物，具有脹大成氣球狀飛上天空的能力，語尾總是會加上「波」。
平時能夠用這能力飛上天空幫彗星吸收星際力量。因為牠喜歡了史畢卡的隨從－小精靈，使得彗星可以使用戀愛力量。
默克（港譯：毛毛）
配音：日本→永澤菜教；香港→曾秀清；台灣→傅其慧
流星的隨從。與小皮球是同一類的生物，經常被流星當成「出氣包」。
三島佳佑（港譯：三島慶介）
配音：日本→淺野麻由美；香港→沈小蘭；台灣→傅其慧
藤吉景太朗的僱員。自小有一個雖小但偉大的夢想，立志要成為一個出色救生員的少年，十分喜愛海洋，希望大家都能好好對待海洋。通稱佳佑，表面經常說彗星是笨蛋，但其實暗裡很喜歡彗星。稱景太朗為「師父」。
今井瞬（港譯：今川瞬）
配音：日本→下和田裕貴；香港→梁偉德；台灣→雷碧文
日本的一個創作歌手，對自己過去的一切一點印象都沒有。對彗星很在意，認為是「天使」、「偶像」般的喜歡彗星。
藤吉剛
配音：日本→；香港→蔡惠萍；台灣→林美秀
孿生雙胞胎之中的哥哥。現在正讀幼稚園，彗星在地球時寄住在他們的家。喜歡叫彗星「傷腦筋姊姊」，通稱小剛。在幼稚園裡很受女生歡迎。
藤吉寧寧
配音：日本→松岡由貴；香港→鄭麗麗；台灣→傅其慧
孿生雙胞胎之中的的妹妹。現在正讀幼稚園，彗星在地球時寄住在他們的家。喜歡叫彗星「傷腦筋姊姊」，通稱寧寧。
藤吉景太朗
配音：日本→山野井仁；香港→陳卓智；台灣→魏伯勤
小剛和寧寧的爸爸。個人特別喜歡船的模型，有時會因為沉迷模型而忽略了其他人，與佳祐一起經營船的生意。
藤吉沙也加
配音：日本→富永美衣奈；香港→盧素娟；台灣→雷碧文
小剛和寧寧的媽媽。總是喜愛幫助別人，覺得幫助別人是一件快樂的事，性格與彗星的媽媽一樣慈祥。
彗星的父王和母
口琴星國的國王和皇后。皇后的配音員是1960年代扮演第一代彗星公主的九重佑三子。
柊美穂/史畢卡阿姨
配音：日本→；香港→梁少霞
彗星的阿姨，嫁給地球人老公後便以柊美穂之名在地球定居。配音員是1970年代扮演第二代彗星公主的大場久美子。名稱來自恆星角宿一（Spica）。
柊修造
配音：日本→；香港→林保全
美穂的丈夫。
小精靈（港譯：小巴啦）
配音：日本→青木沙耶香；香港→雷碧娜
史畢卡的隨從，也是小皮球的戀愛對象。
小月亮
布拉奈德的隨從。
美娜
配音：日本→小林沙苗；香港→梁少霞
卡龍
配音：日本→；香港→劉惠雲
米娜的弟弟。
風岡幸治郎
配音：日本→；香港→盧國權
風岡留子
配音：日本→；香港→陸惠玲
幸治郎的妻子。
羽仁君也
配音：日本→；香港→雷碧娜
羽仁神也
配音：日本→津村真琴；香港→馮錦堂
君也的哥哥。

## 每集標題
| 話數 | 日文標題                   | 中文標題 (台譯)    | 中文標題 (港譯)    | 分鏡       | 演出       | 作畫監督                   |
| ---- | -------------------------- | ------------------ | ------------------ | ---------- | ---------- | -------------------------- |
| 1    | 星の輝きを持つ者           | 有星星光芒的人     | 尋找擁有光輝的人   | 神戸守     | 神戸守     | 小丸敏之                   |
| 2    | 新しい家                   | 新房子             | 新家庭             | 川崎逸朗   | 佐土原武之 | 丹羽恭利                   |
| 3    | 星のトンネル               | 星星隧道           | 星星隧道           | 福島一三   | 西田健一   | 中島美子                   |
| 4    | わくわく動物園             | 興奮的動物園之旅   | 遊動物園           | 佐藤卓哉   | 中村憲由   | 長森佳容                   |
| 5    | ゆっくり王国づくり         | 勞力的回報         | 勞力的回報         | 森本正木   | 高島大輔   | 工藤柾輝                   |
| 6    | お店に置くもの             | 廢物藝術家         | 廢棄物藝術家       | 佐土原武之 | 佐土原武之 | 小丸敏之                   |
| 7    | キラキラにすむ妖精         | 大自然的天使       | 大自然的天使       | 西田健一   | 西田健一   | 中島美子                   |
| 8    | 素敵なドレスづくり         | 製作漂亮的禮服     | 造婚紗             | 川崎逸朗   | 福島利規   | 丹羽恭利                   |
| 9    | 雲のゆりかご               | 搖籃雲             | 雲中邂逅           | 佐藤卓哉   | 中村憲由   | 長森佳容                   |
| 10   | はじめての好き             | 初戀               | 少女心             | 青山弘     | 高島大輔   | 工藤柾輝                   |
| 11   | バトンの力                 | 指揮下的力量       | 指揮下的力量       | 福島利規   | 佐土原武之 | 小丸敏之                   |
| 12   | ラバボーゆうかい事件       | 小皮球綁架事件     | 綁架風波           | 西田健一   | 西田健一   | 中島美子 宍戸久美子        |
| 13   | ヌイビトたちの夜           | 縫紉星人的夜晚     | 縫紉星人           | 寺東克己   | 中村憲由   | 長森佳容 槇田一章          |
| 14   | 星国の七夕伝説             | 星國的七夕傳說     | 七夕傳說           | 大田垣洋   | 福島利規   | 丹羽恭利                   |
| 15   | カゲビトの挑戦             | 影子星人的挑戰     | 影子星人           | 森本正木   | 高島大輔   | 工藤柾輝                   |
| 16   | 竜宮城を探そう             | 尋找龍宮城         | 尋找龍宮城         | 佐土原武之 | 佐土原武之 | 小丸敏之                   |
| 17   | メテオさんの涙             | 流星的眼淚         | 流星公主的眼淚     | 福島一三   | 西田健一   | 中島美子 宍戸久美子        |
| 18   | 戦うロボ                   | 戰鬥機器人         | 機器人的用處       | 小高義規   | 福島利規   | 丹羽恭利                   |
| 19   | もう一人のコメット         | 另一個彗星         | 重遇故人           | 中村憲由   | 中村憲由   | 長森佳容                   |
| 20   | ラバピョンのキス           | 小精靈的吻         | 拯救森林           | 森本正木   | 高島大輔   | 工藤柾輝                   |
| 21   | ミラクル恋力               | 奇蹟的戀愛力量     | 戀愛的魔力         | 佐藤卓哉   | 佐土原武之 | 小丸敏之                   |
| 22   | ゼツボーのラバボー         | 絕望的小皮球       | 衝破絕望           | 西田健一   | 西田健一   | 中島美子 宍戸久美子        |
| 23   | ヒゲノシタの輝き           | 苦澀的光芒         | 苦澀的光輝         | 福島利規   | 福島利規   | 丹羽恭利                   |
| 24   | タンバリン星国の姉弟       | 鈴鼓星國的姐弟     | 來自鈴鼓星國的姊弟 | 中村憲由   | 中村憲由   | 長森佳容 槇田一章          |
| 25   | 学校の輝き                 | 學校的光芒         | 愉快的教學         | 森本正木   | 高島大輔   | 工藤柾輝                   |
| 26   | 星力をください             | 請給我星星的力量   | 賜我星星力量       | 佐土原武之 | 佐土原武之 | 小丸敏之                   |
| 27   | ケースケの夢の実           | 佳佑夢想的果實     | 佳佑的夢想         | 西田健一   | 西田健一   | 中島美子 宍戸久美子        |
| 28   | お手伝いできること         | 可以幫得上忙的事   | 離別               | 福島利規   | 福島利規   | 丹羽恭利                   |
| 29   | カスタネット星国の嵐       | 響板星國的風暴     | 響板星國的風暴     | 中村憲由   | 中村憲由   | 長森佳容 まきだかずあき    |
| 30   | 星力で粘土あそび           | 用星星力量玩黏土   | 粘土遊戲的教訓     | 森本正木   | 高島大輔   | 工藤柾輝                   |
| 31   | マネビトさんがいっぱい     | 有好多模仿星人     | 好多個自己         | 小高義規   | 佐土原武之 | 小丸敏之                   |
| 32   | ノコシタオバケがやってくる | 吃剩下來的鬼來了   | 白面長舌鬼         | 西田健一   | 西田健一   | 中島美子                   |
| 33   | 時には王女のように         | 展現公主的風範     | 鍥而不捨的精神     | 福島利規   | 福島利規   | 丹羽恭利                   |
| 34   | 星の絆                     | 星星的牽絆         | 偽裝審判           | 中村憲由   | 中村憲由   | 長森佳容                   |
| 35   | 雪のダンス                 | 雪之舞             | 雪舞               | 森本正木   | 高島大輔   | 工藤柾輝                   |
| 36   | みんなの王子様             | 大家的王子殿下     | 大眾王子           | 佐土原武之 | 佐土原武之 | 小丸敏之                   |
| 37   | いたずらキューピト         | 惡作劇邱比特       | 邱比特的惡作劇     | 西田健一   | 西田健一   | 中島美子                   |
| 38   | キモチの遭難               | 心靈交戰           | 心靈交戰           | 福島利規   | 福島利規   | 丹羽恭利                   |
| 39   | サンタビトになりたい       | 想成為聖誕星人     | 聖誕星人           | 中村憲由   | 中村憲由   | 槇田一章 島崎知美 小林一三 |
| 40   | 輝きをなくしたケースケ     | 失去光芒的佳佑     | 失去光輝的佳佑     | 森本正木   | 高島大輔   | 工藤柾輝                   |
| 41   | タンバリン星国の誰かさん   | 鈴鼓星國的某位人士 | 孤獨的王子         | 西田健一   | 西田健一   | 中島美子                   |
| 42   | さよならの仕方             | 道別的方法         | 道別               | 佐土原武之 | 佐土原武之 | 小丸敏之                   |
| 43   | 瞳に映る輝き               | 映照在眼眸的光芒   | 最終的抉擇         | 神戸守     | 神戸守     | まきだかずあき             |

## 主題曲
片頭曲
- 日語原版：

1. （「對你微笑」，第1集～第27集）
作詞：松木悠　作曲：　歌：新堀奈夕。
2. （「Miracle Power」，第28集～第43集）
作詞：松木悠　作曲：白川明　歌：中山靜香。

- 香港粵語版：[3]

1. 「信心爆棚」（第1集～第43集）
作詞：黃敬佩　作曲：　歌：Cookies。

片尾曲
1. （「閃亮的星星」，第1集～第27集）
作詞：　作曲：大久保薰　歌：千葉紗子
2. （「星之Parade」，第28集～第43集）
作詞：　作曲：白川明　歌：田中小百合

## 播放電視台
日本
| 日本 東京電視網 星期日 09:30－10:00 | 日本 東京電視網 星期日 09:30－10:00                 | 日本 東京電視網 星期日 09:30－10:00 |
| ----------------------------------- | --------------------------------------------------- | ----------------------------------- |
|                                     | Cosmic Beton Girl 彗星公主☆ （2001.4.1－2002.1.27） |                                     |
| 快樂小丸日記 ＊調至07:30播放        | 銀河天使 第一輯                                     |                                     |

香港
| 香港 無綫電視翡翠台 星期六、日 17:25－17:55              | 香港 無綫電視翡翠台 星期六、日 17:25－17:55 | 香港 無綫電視翡翠台 星期六、日 17:25－17:55 |
| -------------------------------------------------------- | ------------------------------------------- | ------------------------------------------- |
|                                                          | 音樂小彗星 （2003.1.25－7.5）               |                                             |
| 小魔女Doremi (17:10–17:40)五稜鏡 (17:40-17:50)新動畫時段 | 天使．愛．美紗                              |                                             |
| 香港 無綫電視翡翠台 星期一至五 06:00–06:25               |                                             |                                             |
| 哈姆太郎                                                 | 音樂小彗星 重播 （2005.8.1－9.19）          | 特寵部隊                                    |

## 外部連結
- （日語）東寶官方網頁 （页面存档备份，存于）
- （英文）互联网电影数据库（IMDb）上《Princess Comet》的资料（英文）
- （英文）動畫新聞網專題 （页面存档备份，存于）
- （日語）大阪電視台官方網站